# スキットル

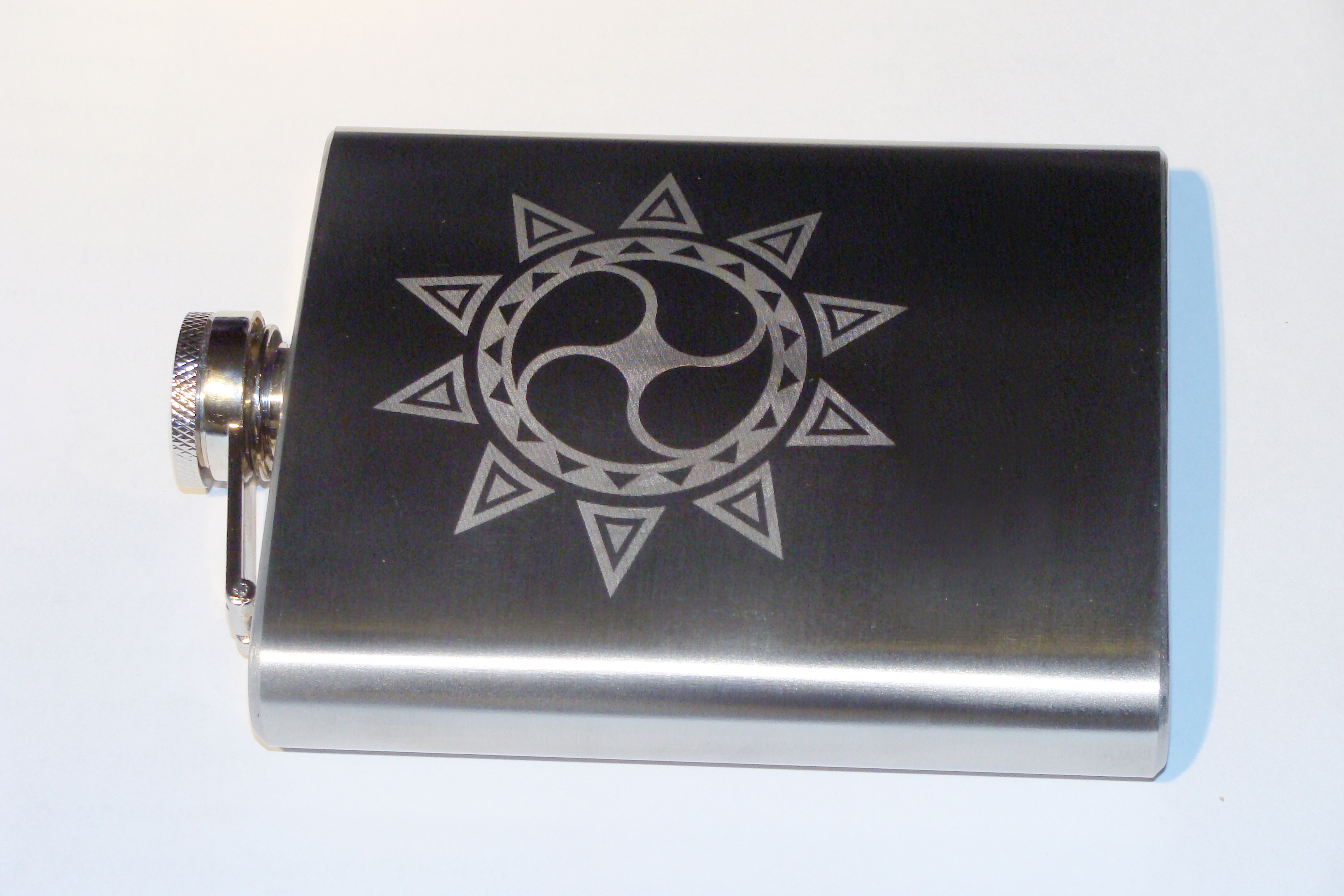
Heupfles.

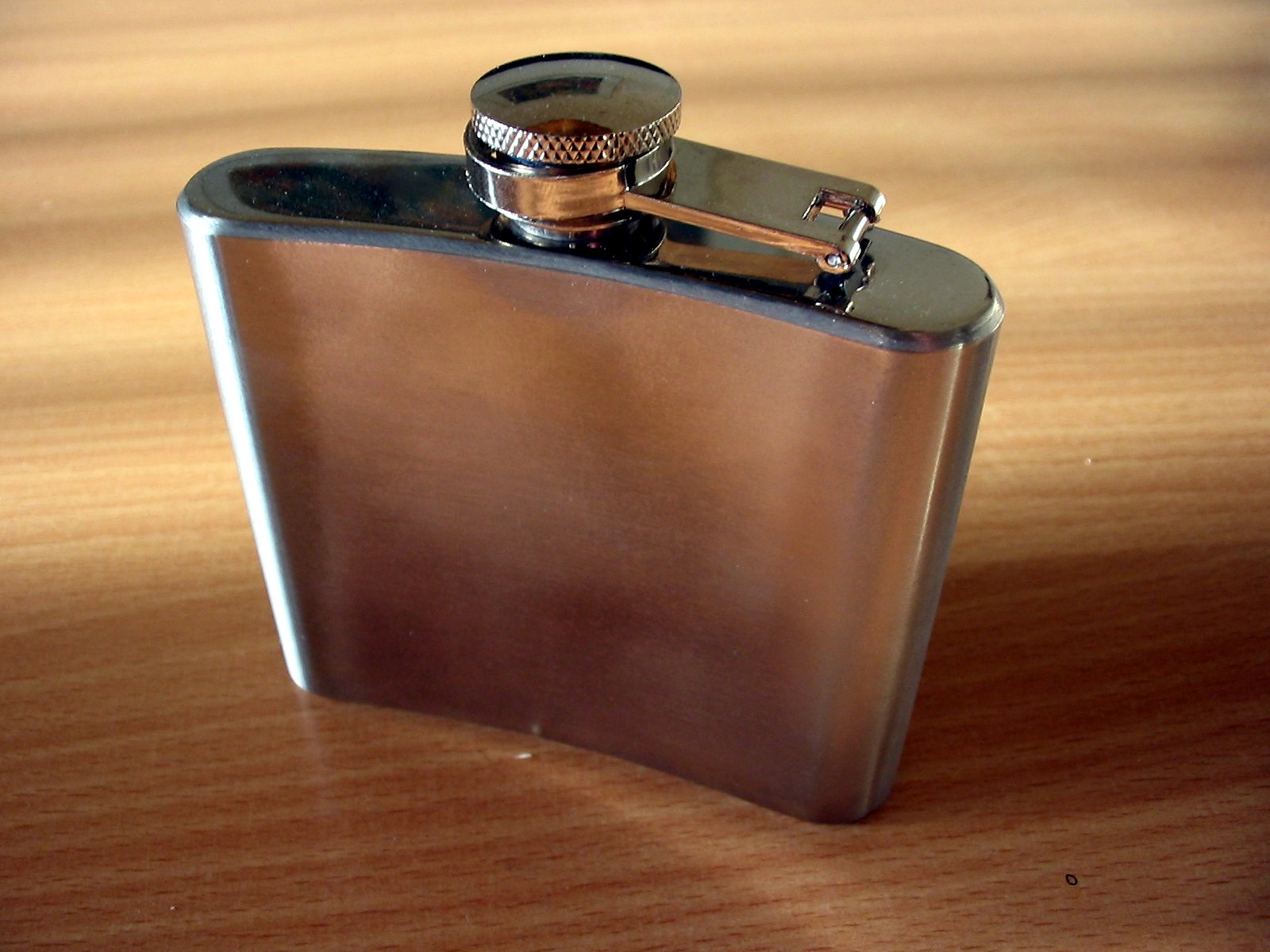

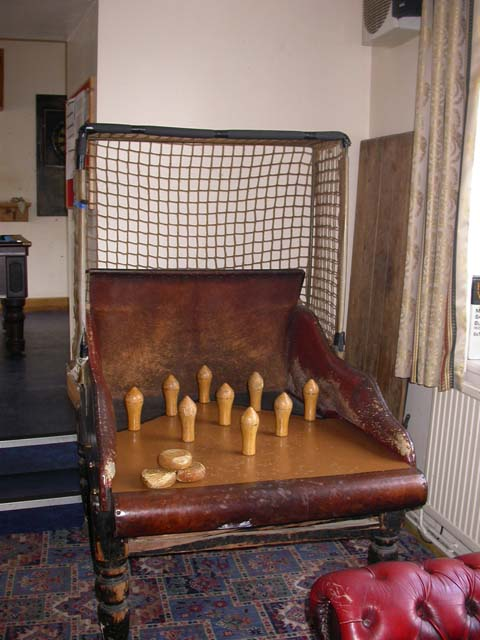
Skittles

スキットル（英: Hip flask）は主にウイスキーなどアルコール濃度の高い蒸留酒を入れる携帯用の小型水筒である。フラスクボトル、ヒップフラスコなどとも呼ばれる。通常は金属製。本来はスキットル型ヒップフラスコ（skittle hip flask）のことだが、日本では蒸留酒用小型水筒の総称になっている。大きな開口部がなく、かつ多くの場合不透明で内部が見えないため、きれいに洗浄することは困難で、醸造酒など、洗いきれなかった残留物が変質する恐れのある飲料を入れるには、あまり向いていない。

## 歴史
スキットルという名前の由来は、ボウリングの元となったスキットル（九柱戯、Skittles）というイギリスの遊びで使われる木柱にその形状が似ているためだといわれる。
しかし、スキットルの起源は定かではない。17世紀から18世紀頃にスキットルの素材が木製から金属製に変わった。かつては主にピューターで作られ、現代ではステンレスで作られる。

## 形状
旅行先に酒を携行するほか、野外で使用することも考え一般に堅牢なつくりである。形状はさまざまで、内容量も様々である。ズボンの尻ポケットに入れられる湾曲がある平たい形状（丸みを帯びている）が多い。
蓋は通常ねじ蓋で、紛失防止のため本体に接続されているタイプも見られる。容量は200ml前後の物が多いが、入れるものが高アルコール濃度の酒ゆえ、少量で良い場合のために100ml以下のものもある。内容の単位は主にオンスで表記される。
注ぎ口が小さいため、スキットルにウイスキーを入れる際に漏斗が必要になる場合が多い。一緒に携帯できる1オンス（30ml弱）程度のウイスキーカップが付属するものもある。

## 材質
ステンレスは錆びにくく、強度もあり、取り扱いが楽である。しかし金属イオンが溶け出して、わずかではあるものの、内容物に金属臭を付けてしまう。ピューターは錫を主体とした合金であり、内容物に金属臭を付けず、比較的錆びやくすみが生じにくいのが長所であるが、金属としては柔らかく、ズボンのポケットに入れたまま座ることで変形するというトラブルがありえ、それをできるだけ防ぐために分厚くするので重くなる。チタンは耐食性と比強度が高いため軽くて高強度なスキットルを作ることができると共に、金属臭が内容物に移らない長所がある。
ガラスはもっとも味に変化を与えないが割れやすく、それを防ぐには分厚く重くなるため、スキットル素材としては避けられることが多いが一部には存在する。また近年は、蒸溜酒販売時の容器として、湾曲がある平たいスキットル型ガラスボトル（ポケットボトル）を採用する商品が増えてきている。